# Helen Balfour Morrison
Helen Balfour Morrison (Evanston, 1º agosto 1890 – Highland Park, 6 novembre 1984) è stata una fotografa documentarista statunitense, famosa per le sue collaborazioni con la ballerina Sybil Shearer. Il suo lavoro si trova nella collezione del Museum of Modern Art, del Chicago Film Archives, dello Smithsonian Archives of American Art e di molte altre istituzioni.

## Vita privata
Helen Balfour Morrison nacque a Evanston, Illinois, da Fannie Susan Lindley e Alexander Balfour. La madre della Morrison morì quando lei aveva 17 anni. All'età di 16 anni Helen accettò un lavoro in uno studio fotografico per aiutare a sbarcare il lunario.

## Carriera
Uno dei suoi primi progetti fu una serie di fotografie documentaristiche che ritraevano la vita afroamericana nel Kentucky nell'era della grande depressione. In una regione vicino a Lexington, fotografò gli abitanti delle piccole comunità di Zion Hill e Sugar Hill.
Verso la fine dei vent'anni Morrison iniziò la serie Great Americans: ritratti di notabili dell'area di Chicago come Jane Addams, Nelson Algren, Saul Bellow, Amelia Earhart, Ludwig Mies van der Rohe e Frank Lloyd Wright. Scattò però anche ritratti di persone comuni. Li scattò a Chicago e New York e la serie diventò famosa con mostre nei musei di tutto il paese. Il critico J.B. Newman scrisse che la Morrison era stata in grado di "fotografare l'anima".
Nel 1942 la Morrison incontrò la ballerina e coreografa Sybil Shearer. Da quel momento in poi il suo lavoro si concentrò maggiormente sulla documentazione della vita e del lavoro della Shearer attraverso una straordinaria produzione di fotografie e filmati. Col passare del tempo ridusse la concentrazione sulla propria carriera per aiutare a gestire e promuovere gli affari della Shearer. La Morrison-Shearer Film Collection, amministrata dai Chicago Film Archives, contiene oltre 400 film da 16 mm, quasi 200 film da 8 mm e 200 bobine audio da un 6,35 mm.

## Fondazione Morrison-Shearer
La Morrison-Shearer Foundation fu fondata nel 1991 e ha sede nella loro casa a Northbrook, Illinois.